# Hamidonta muscosa
Hamidonta muscosa är en fjärilsart som beskrevs av Rothschild 1917. Hamidonta muscosa ingår i släktet Hamidonta och familjen tandspinnare. Inga underarter finns listade i Catalogue of Life.